# Großsteingrab Tießau
Das Großsteingrab Tießau war eine megalithische Grabanlage der jungsteinzeitlichen Trichterbecherkultur bei Tießau, einem Ortsteil von Hitzacker (Elbe) im Landkreis Lüchow-Dannenberg (Niedersachsen). Es wurde im 19. Jahrhundert zerstört. Das Grab befand sich südlich oder südwestlich von Tießau am Weg von Hitzacker nach Bahrendorf. Über Ausrichtung, Maße und Grabtyp liegen keine Informationen vor.